# スタジオ・フレッドマン
スタジオ・フレッドマン（英語: Studio Fredman）は、スウェーデンヴェストラ・イェータランド県イェーテボリに所在するレコーディング・スタジオ。1990年にフレドリック・ノルドストローム（スウェーデン語: Fredrik Nordström）によって立ち上げられた。主にヘヴィメタルの楽曲のレコーディングに使用されている。
このスタジオで最初にレコーディングされた作品は、セレモニアル・オースの1stアルバム『The Book of Truth』である。同アルバムは、1993年にモダン・プリミティヴ・レコードからリリースされ、ノルドストロームのプロデューサーとしてのデビュー作ともなった。セレモニアル・オースとの縁からか、スウェーデンで勃興したメロディックデスメタルムーヴメントの中心バンドであるイン・フレイムス、アット・ザ・ゲイツ、ダーク・トランキュリティ、アーチ・エネミーらが次々とスタジオ・フレッドマンでレコーディングを行い、作品もヒットした。このことから、プロデューサーのノルドストロームと共にスタジオの名前はスウェーデンのヘヴィメタルシーンでは著名となった。そして、スウェーデンや北欧諸国のみならず世界中のヘヴィメタルバンドが、スタジオ・フレッドマンでのレコーディングを行うようになった。例えば、国外のバンドとしてはナイトレイジ、ディム・ボガー、ブリング・ミー・ザ・ホライズン、ア・ブリーチ・オヴ・サイレンス、ミサントロプといったバンドは、複数の作品をスタジオ・フレッドマンでレコーディングしている。日本のバンドとしては、Outrageの10thアルバム『Outrage』のレコーディングがスタジオ・フレッドマンにて行われた。音楽プロデューサーにはノルドストロームが起用されている。この他にも、VOLCANOの1stアルバム『Violent』（2000年リリース）のミキシングがスタジオ・フレッドマンで行われている。
スタジオ・フレッドマンは、主にオーナーであるノルドストロームが、プロデューサーやレコーディング・エンジニアを務めているが、2003年から、ヘンリク・ウッド（スウェーデン語: Henrik Udd）も在籍した。ウッドも、プロデューサーやレコーディング・エンジニアを務めており、ノルドストロームと共に作品制作に携わった。ウッドは約15年間勤めた後、2017年にスタジオ・フレッドマンから独立し、自身のスタジオであるスタジオ・ヘンリク・ウッド・レコーディングを立ち上げた。
元々、スタジオ・フレッドマンはイェーテボリに所在していたが、2005年にイェーテボリから30マイル（約48km）程離れたマルク市ヒスナに移転した。元々のスタジオの機材は、イン・フレイムスのヴォーカリスト、アンダース・フリーデンとの共同所有となっていた。この移転の際に、ノルドストロームの所有を離れ、イン・フレイムスの所有となり、元々のスタジオはIF・スタジオ (IF Studio)と改称された。2008年にスタジオ・フレッドマンは再移転し、イェーテボリの中心地であるヴェストラ・フレールンダ/ヘーグスボに所在することとなった。

## 機材
より。
- 機器: Icon D Control、Pro Tools Avid HDX、Mac Pro
- モニター: Neumann KH 310
- アウトボード: Vintech、SSL、DBX、Avid、UREI
- マイク: Neumann、Advanced Audio、Shure、Pearl、Sennheiser、Sanken、AKG
- アンプ他: Peavey 5150、EVH 5150 III、ENGL Savage 120、Marshall JCM800、Bogner Ecstasy 25、GLX TT5H、VOX AC 30、ENGL 4x12、Marshall 4x12、Peavey 4x12

## 所在地
Hulda Lindgrens Gata 3
421 31 Västra Frölunda - Sweden